# Valley Park (Missouri)
Valley Park ist eine Stadt im St. Louis County im US-Bundesstaat Missouri. Das U.S. Census Bureau hat bei der Volkszählung 2020 eine Einwohnerzahl von 6.885 ermittelt.

## Geographie
Die Koordinaten von Valley Park liegen bei 38°33'19" nördlicher Breite und 90°29'18" westlicher Länge.
Nach Angaben der United States Census 2010 erstreckt sich das Stadtgebiet von Valley Park über eine Fläche von 10,41 Quadratkilometer (4,02 sq mi).

## Bevölkerung
Nach der United States Census 2010 lebten in Valley Park 6942 Menschen verteilt auf 2974 Haushalte und 1640 Familien. Die Bevölkerungsdichte betrug 705,5 Einwohner pro Quadratkilometer (1826,8/sq mi).
Die Bevölkerung setzte sich 2010 aus 85,1 % Weißen, 4,0 % Afroamerikanern, 6,3 % Asiaten, 0,4 % amerikanischen Ureinwohnern, 2,0 % aus anderen ethnischen Gruppen und 2,3 % stammten von zwei oder mehr Ethnien ab.
In 29,8 % der Haushalte lebten Personen unter 18 Jahre und in 11,4 % Menschen die 65 Jahre oder älter waren. Das Durchschnittsalter betrug 34,9 Jahre und 47,8 % der Einwohner waren männlich.

## Belege
1. ↑  Explore Census Data Total Population in Valley Park city, Missouri. Abgerufen am 2. Februar 2023.
2. ↑   United States Census
3. ↑   American Fact Finder